# Wesoła-Centrum
Wesoła-Centrum – osiedle  i obszar MSI w Warszawie w dzielnicy Wesoła.

## Położenie
Osiedle Wesoła-Centrum jest centralnym obszarem dzielnicy Wesoła. Północną granicę osiedla stanowi linia kolejowa nr 2 (Warszawa – Terespol).

## Historia
Tereny obecnego osiedla Wesoła-Centrum należały około 500 lat temu do dóbr wsi Długa, a w XVII wieku – do gminy Okuniew. Początki osadnictwa są związane z budową Kolei Terespolskiej. W Wesołej powstała wówczas platforma przeładunkowa dla wojska rosyjskiego, która z czasem stała się przystankiem kolejowym. Wokół niego powstawały domy urzędników, kolejarzy, a także letnisko. W 1918 roku osiedle przybrało nazwę Wesoła. Dalszy rozwój wiązał się ściśle z Warszawą.
Do 1930 Wesoła należała do gminy Okuniew w powiecie warszawskim. Nie występuje jako samodzielna miejscowość w spisie z 1921 roku. 
1 kwietnia 1930 Wesołę włączono do gminy Wawer w tymże powiecie.  Według danych z 1931 roku w Wesołej było około 70 budynków mieszkalnych.
20 października 1933 utworzono gromadę Wola Grzybowska w granicach gminy Wawer, składającą się ze wsi Wola Grzybowska, Groszówka i Wesoła.
Pod koniec lat trzydziestych nastąpił burzliwy rozwój budownictwa willowego, czemu sprzyjały klimat i walory krajobrazowe osiedla. 1 kwietnia 1939 gromadę Wola Grzybowska (wraz z Groszówką i Wesołą) włączono do nowo utworzonej gminy Sulejówek w tymże powiecie.
Podczas II wojny światowej w Generalnym Gubernatorstwie, w dystrykcie warszawskim. W 1943 gromada Wola Grzybowska (wraz z Groszówką i Wesołą) liczyła 4433 mieszkańców.
1 lipca 1952, w związku z likwidacją powiatu warszawskiego, gromadę Wola Grzybowska (wraz z Groszówką i Wesołą) wyłączono z gminy Sulejówek i włączono do nowo utworzonej gminy Wesoła w nowo utworzonym powiecie miejsko-uzdrowiskowym Otwock, gdzie gmina ta została przekształcona w jedną z jego ośmiu jednostek składowych – dzielnicę Wesoła.
Dzielnica Wesoła przetrwała do końca 1957 roku, czyli do chwili zniesienia powiatu miejsko-uzdrowiskowego Otwock i przekształcenia go w powiat otwocki. 1 stycznia 1958 dzielnicy Wesoła nadano status osiedla, przez co Groszówka stała się integralną częścią Wesołej, a w związku z nadaniem Wesołej praw miejskich 1 stycznia 1969 – częścią miasta.
1 czerwca 1975 Wesoła weszła w skład stołecznego województwa warszawskiego.
W związku z kolejną reformą administracyjną, Wesoła weszła w skład Powiatu mińskiego w województwie mazowieckim. 1 stycznia 2002 Wesołą wyłączono z powiatu mińskiego i przyłączono do powiatu warszawskiego.
W związku ze zniesieniem powiatu warszawskiego 27 października 2002 miasto Wesoła, wraz z Wesołą (centrum), włączono do Warszawy.
Osiedle Wesoła posiada SIMC 1061268, w przeciwieństwie do dzielnicy Wesoła, której SIMC to 0921728.

## Transport
W północnej części osiedla znajduje się stacja kolejowa Warszawa Wesoła. Odjeżdżają stąd m.in. pociągi Szybkiej Kolei Miejskiej linii S2 (Sulejówek Miłosna – Warszawa Lotnisko Chopina) oraz pociągi Kolei Mazowieckich w kierunku Warszawy Zachodniej, Mińska Mazowieckiego, Siedlec oraz Łukowa.
Oprócz tego przez osiedle przebiegają trasy kilku linii autobusowych Zarządu Transportu Miejskiego.